# Lagune del Oro
La lagune del Oro est une lagune saumâtre située en Argentine, en Patagonie, au nord du département de Güer Aike de la province de Santa Cruz. Elle est au centre d'un petit bassin endoréique, et n'a donc pas d'émissaire. 
Elle fait partie du groupe de lagunes appelées lagunes del Tero, et se trouve 35 km au nord du confluent entre le río Coig et son affluent le río Pelque, dans la zone du plateau patagonique bordant la rive gauche de celui-ci. 